# Canoagem nos Jogos Pan-Americanos de 2007 - C-2 1000 m masculino
A competição de C-2 1000 metros masculino foi um dos eventos da canoagem nos Jogos Pan-Americanos de 2007, realizado no Estádio de Remo da Lagoa no dia 27 de julho. 18 atletas disputaram a prova.

## Medalhistas
| Ouro   | CUB Karel Aguilar e Serguey Torres      |
| Prata  | BRA Vilson Nascimento e Wladimir Moreno |
| Bronze | VEN Eduard Paredes e José Silva         |

## Resultados
Com apenas nove equipes, o C-2 1000 metros para homens consistiu de apenas uma fase com os três primeiros colocados conquistando medalhas.
| Pos.   | Atletas                                     | Tempo    |
| ------ | ------------------------------------------- | -------- |
| Ouro   | CUB Karel Aguilar e Serguey Torres          | 3m47s857 |
| Prata  | BRA Vilson Nascimento e Wladimir Moreno     | 3m49s307 |
| Bronze | VEN Eduard Paredes e José Silva             | 3m51s101 |
| 4      | CAN Mark Klevinas e Jamie Andison           | 3m51s679 |
| 5      | CHI Alvaro Labrana e Alvaro Torres          | 3m56s171 |
| 6      | MEX Gabriel Castillo e Francisco Capultitla | 3m57s479 |
| 7      | USA Alejandro Schwedhelm e Amniel Naranjo   | 4m07s705 |
| 8      | ECU Ossian Frydson e Jorge Chávez           | 4m15s797 |
| 9      | ARG Leonardo Niveiro e Pablo Feijoo         | 4m31s075 |